# Jeffrey Ford (Filmeditor)
Jeffrey „Jeff“ Ford (* in Novato, Kalifornien) ist ein US-amerikanischer Filmeditor.

## Karriere
Jeffrey Ford schloss sein Studium 1991 an der School of Cinematic Arts der University of Southern California ab. Dort war er mit James Gray befreundet, der ihn für seinen ersten Film, Little Odessa (1994), als Schnittassistent anwarb. Kurze Zeit später lernte er Richard Marks kennen, bei dem Ford als Lehrling anfing. Zusammen arbeiteten sie an Filmen wie Assassins – Die Killer (1995), Besser geht’s nicht und Zwei Singles in L.A. (beide 1997).
Fords erste eigene Arbeit als Editor war James Grays zweiter Film, The Yards – Im Hinterhof der Macht. Für seinen Schnitt beim Thriller One Hour Photo wurde er bei den Satellite Awards 2003 in der Kategorie Bester Filmschnitt nominiert. Es folgten bis 2010 Zusammenarbeiten mit Regisseuren wie Billy Ray (Shattered Glass und Enttarnt – Verrat auf höchster Ebene), David Ayer (Street Kings) und Michael Mann (Public Enemies). 2006 wurde er für seine Arbeit an Die Familie Stone – Verloben verboten! für den Eddie Award in der Kategorie Bester Filmschnitt – Komödie oder Musical nominiert.
Als man für die Marvel-Comicverfilmung Captain America: The First Avenger neben Robert Dalva einen zweiten Editor suchte, wurde Ford engagiert. Von da an war er auch für den Schnitt von insgesamt acht weiteren Comicverfilmung des Marvel Cinematic Universe (MCU) zuständig, wobei er bei allen Werken mit einem zweiten Editor zusammenarbeitete. Bei Iron Man 3 mit Peter S. Elliot, bei Marvel’s The Avengers sowie Avengers: Age of Ultron mit Lisa Lassek, bei fünf weiteren mit Matthew Schmidt und bei Spider-Man: No Way Home mit Leigh Folsom Boyd. Für Avengers: Endgame konnte er 2019 den Saturn Award für den besten Schnitt gewinnen. Für drei weitere Marvel-Filme wurde er 2013, 2015 sowie 2022 jeweils in dieser Kategorie nominiert.
Jeffrey Ford ist Mitglied der American Cinema Editors (ACE). Er ist verheiratet und hat einen Sohn.

## Filmografie (Auswahl)
- 2000: The Yards – Im Hinterhof der Macht (The Yards)
- 2002: One Hour Photo
- 2003: Shattered Glass
- 2005: Hide and Seek – Du kannst dich nicht verstecken (Hide and Seek)
- 2005: Die Familie Stone – Verloben verboten! (The Family Stone)
- 2007: Enttarnt – Verrat auf höchster Ebene (Breach)
- 2008: Street Kings
- 2009: Public Enemies
- 2009: Crazy Heart
- 2011: Plötzlich Star (Monte Carlo)
- 2011: Captain America: The First Avenger
- 2012: Marvel’s The Avengers (The Avengers)
- 2013: Iron Man 3
- 2014: The Return of the First Avenger (Captain America: The Winter Soldier)
- 2015: Avengers: Age of Ultron
- 2016: The First Avenger: Civil War (Captain America: Civil War)
- 2018: Avengers: Infinity War
- 2019: Avengers: Endgame
- 2021: The Falcon and the Winter Soldier (Fernsehserie, 6 Folgen)
- 2021: Spider-Man: No Way Home
- 2022: Werewolf by Night
- 2025: The Electric State